# میلارد میچل
میلارد میچل (انگلیسی: Millard Mitchell؛ ۱۴ اوت ۱۹۰۳ – ۱۳ اکتبر ۱۹۵۳) یک هنرپیشه اهل آمریکا  بود.
از فیلم‌ها یا برنامه‌های تلویزیونی که وی در آن نقش داشته است می‌توان به آواز در باران، زندگی دوم اشاره کرد.